# Dauphine (hoppbacke)
Dauphine är en hoppbacke i Saint-Nizier-du-Moucherotte i departementet Isère i regionen Auvergne-Rhône-Alpes i sydöstra Frankrike.. Backen byggdes till olympiska vinterspelen 1968 i Grenoble. 

## Historia
Dauphine byggdes till OS-1968 för backhoppstävlingen i stora backen. Backen konstruerades av tyska arkitekten Heini Klopfer. Byggandet startade juli 1966 och backen stod klar sommaren efter. Hoppbacken hade då K-punkt 90 meter. En tävling arrangerades i backen januari 1967 innan backen var färdig. Tävlingen vanns av Bjørn Wirkola från Norge. Backhoppstävlingen i stora backen under OS genomfördes februari 1968. Tävlingen drog ungefär 70.000 åskådare. Efter OS användes inte backen mycket. Backen byggdes om på 1970-talet till K-112. Världscupdeltävlingar arrangerades här 1980 och 1981. Världscuptävlingarna 1982 inställdes på grund av snöbrist. Backen stängdes 1990.

## Backrekord
Vladimir Belusov från Sovjetunionen hoppade 101,5 meter under olympiska spelen 1968. Belusov vann OS-tävlingen 1,9 poäng före Jiří Raška från Tjeckoslovakien. Sista backrekordet sattes av Roger Ruud från Norge då han hoppade 111,0 meter under världscupdeltävlingen 28 februari 1981.

## Viktiga tävlingar
| Datum            | Vinnare                         | Andra plats                   | Tredje plats                  | Tävling                            |
| ---------------- | ------------------------------- | ----------------------------- | ----------------------------- | ---------------------------------- |
| 18 februari 1968 | Vladimir Belusov, Sovjetunionen | Jiří Raška, Tjeckoslovakien   | Lars Grini, Norge             | Olympiska vinterspelen, stor backe |
| 9 februari 1980  | Piotr Fijas, Polen              | Hans Wallner, Österrike       | Stanisław Bobak, Polen        | Världscup, stor backe              |
| 10 februari 1980 | Tom Christiansen, Norge         | Alois Lipburger, Österrike    | Tom Levorstad, Norge          | Världscup, stor backe              |
| 28 februari 1981 | Roger Ruud, Norge               | Ivar Mobekk, Norge            | Ernst Vettori, Österrike      | Världscup, stor backe              |
| 9 januari 1982   | Inställd på grund av snöbrist   | Inställd på grund av snöbrist | Inställd på grund av snöbrist | Världscup, stor backe              |
| 10 januari 1982  | Inställd på grund av snöbrist   | Inställd på grund av snöbrist | Inställd på grund av snöbrist | Världscup, stor backe              |